# Un nouveau monde (Angel)
Pour les articles homonymes, voir Un nouveau monde.
Un nouveau monde est le 20e épisode de la saison 3 de la série télévisée Angel.

## Synopsis
À peine arrivé, Connor attaque Angel, qui tente désespérément de le raisonner. Angel finit par prendre le dessus et Connor s'enfuit. Toute l'équipe d'Angel Investigations cherche à retrouver sa trace alors que Lorne cherche un moyen de refermer le portail par lequel il est arrivé. Lilah Morgan essaye d'engager Wesley maintenant qu'il est seul mais celui-ci refuse de travailler pour Wolfram & Hart. Connor découvre le monde humain et intervient pour protéger une jeune femme, Sunny, qui achetait de la drogue à un dealer, Tyke. Un combat éclate entre Connor et les hommes de Tyke et Sunny en profite pour s'enfuir avec l'argent et la drogue. Connor remporte le combat et coupe une oreille de Tyke. 
Connor et Sunny se réfugient dans un bâtiment abandonné mais Sunny meurt peu après d'une overdose. Angel le retrouve juste après mais Connor est enragé et refuse de lui parler. Il dit s'appeler Steven et considère Holtz comme son vrai père. Pendant ce temps, Lorne trouve une sorcière qui referme la déchirure. Tyke et ses hommes refont leur apparition pour tuer Connor alors que la police encercle le bâtiment. Les policiers font feu et Angel s'interpose pour prendre une balle qui visait Connor. Tous deux réussissent à s'enfuir et Angel dit à Connor qu'il pourra toujours compter sur lui s'il a besoin d'aide. Chacun part ensuite de son côté et Connor retrouve Holtz, désormais très âgé.

## Statut particulier
Noel Murray, du site The A.V. Club, estime que c'est « un épisode de transition » servant à mettre en place le dénouement de la saison qui commence par une « scène de combat captivante » et fait un bon travail de caractérisation sur le personnage de Connor. Pour Ryan Bovay, du site Critically Touched, qui lui donne la note de B-, le démarrage de l'épisode est « excellent » mais il devient ensuite « ennuyeux » pendant toute sa première moitié. Sa deuxième moitié est plus intéressante mais pas assez « profonde sur le plan émotionnel » pour dissiper la frustration engendrée par une impression de potentiel gâché.

## Distribution

### Acteurs crédités au générique
- David Boreanaz : Angel
- Charisma Carpenter : Cordelia Chase
- Alexis Denisof : Wesley Wyndam-Pryce
- J. August Richards : Charles Gunn
- Amy Acker : Winifred « Fred » Burkle

### Acteurs crédités en début d'épisode
- Vincent Kartheiser : Connor
- Andy Hallett : Lorne
- Stephanie Romanov : Lilah Morgan
- Mark Lutz : Groosalugg
- Erika Thormahlen : Sunny
- Anthony Starke : Tyke
- Deborah Zoe : Maîtresse Meerna

### Acteurs crédités en fin d'épisode
- Keith Szarabajka : Daniel Holtz